# Lista de vereadores de Contagem

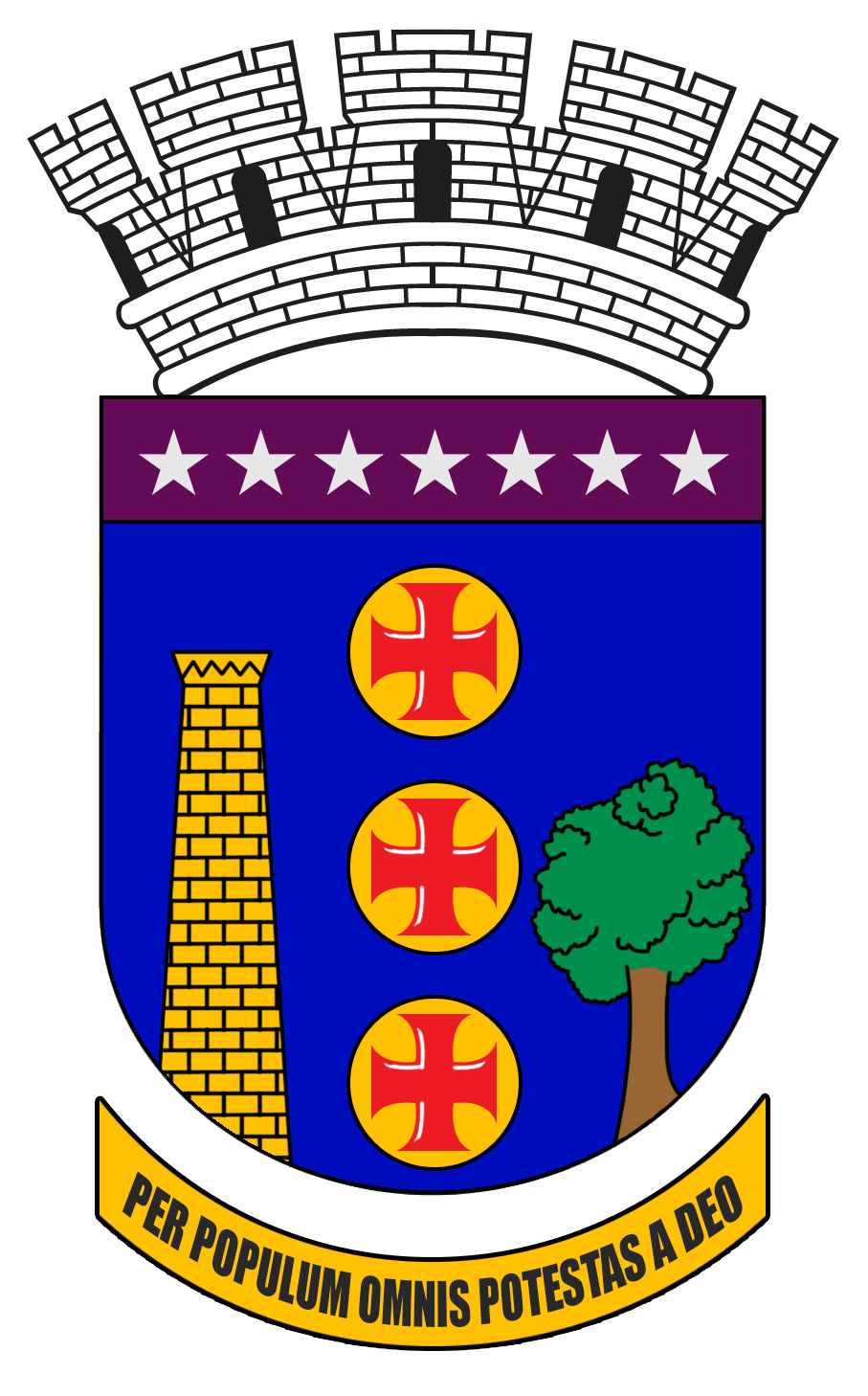
Bandeira de Contagem.

Esta é a lista de vereadores de Contagem, município brasileiro do estado de Minas Gerais. Pertence a Região Metropolitana de Belo Horizonte, compôs a sua Câmara Municipal desde as primeiras eleições de Vereadores especiais, ocorrida em 1912. A lista está organizada observando-se os períodos da criação do município em 1911 passando por sua sua emancipação de fato em 1948, quando a Lei nº 336, de 27 de dezembro confere ao município foros de cidade,chegando até a atualidade.
Na primeira eleição realizada em Contagem, no dia 30 de março de 1912, foram eleitos os vereadores especiais Augusto Camargos, João Sizenando, João Baptista da Rocha, Randolpho José da Rocha e os vereadores gerais Francisco Firmo de Mattos, Antônio Augusto Diniz Costa e Pedro de Alcântara Diniz Moreira Júnior.
Atualmente a administração municipal se dá pelo poder executivo, poder legislativo e poder judiciário. O poder legislativo é constituído à câmara municipal, que está composta por 21 vereadores eleitos para mandatos de quatro anos. O prédio da Câmara chama-se Palácio 1º de Janeiro e o Plenário denomina-se Vereador José Custódio.

## 19ª Legislatura (2021–2024)
Estes são os vereadores eleitos nas eleições de 15 de novembro de 2020, pelo período de 1° de janeiro de 2021 a 31 de dezembro de 2024:
|    | Nome                                                                                               | Partido                                        | Votos | %    | Observações |
| -- | -------------------------------------------------------------------------------------------------- | ---------------------------------------------- | ----- | ---- | ----------- |
| 1  | Sílvia da Cruz Messias, Silvinha Dudu (Belo Horizonte, 13.08.1964–)                                | Partido Verde (PV)                             | 6.414 | 2,19 | 3º mandato  |
| 2  | Glória de Fátima Lopes Pena, da Aposentadoria (Frei Inocêncio, 30.06.1958–)                        | Partido da Social Democracia Brasileira (PSDB) | 4.989 | 1,70 | 2º mandato  |
| 3  | Arnaldo Luiz de Oliveira (Contagem, 08.10.1958–)                                                   | Partido Trabalhista Brasileiro (PTB)           | 4.985 | 1,70 | 10º mandato |
| 4  | Leandro Viana da Silva, Léo da Academia (Belo Horizonte, 21.06.1988–)                              | Partido Liberal (PL)                           | 4.494 | 1,53 | 1º mandato  |
| 5  | Denilson Elias Silva de Oliveira, da Juc (Contagem, 12.01.1979–)                                   | Partido Social Liberal (PSL)                   | 4.445 | 1,52 | 1º mandato  |
| 6  | Daisy Daniela de Barros da Silva (Belo Horizonte, 16.08.1974–)                                     | REPUBLICANOS                                   | 4.422 | 1,51 | 1º mandato  |
| 7  | Marcos Vinícius Rangel de Faria (Contagem, 12.09.1985–)                                            | REPUBLICANOS                                   | 4.030 | 1,38 | 1º mandato  |
| 8  | Alexsander Chiodi Maia (2021-2022) (Contagem, 25.04.1972–)                                         | Solidariedade (SD)                             | 3.939 | 1,35 | 3º mandato  |
| 9  | José Geraldo Rodrigues de Oliveira, Gegê Marreco (Contagem, 14.06.1986–)                           | Partido Trabalhista Brasileiro (PTB)           | 3.873 | 1,32 | 1º mandato  |
| 10 | Daniel Flávio de Moura Carvalho (Contagem, 28.04.1964–)                                            | Partido Liberal (PL)                           | 3.805 | 1,30 | 2º mandato  |
| 11 | Bruno Braga Batista, Barreiro (Contagem, 17.04.1982–)                                              | Partido Verde (PV)                             | 3.658 | 1,25 | 2º mandato  |
| 12 | Pastor Itamar dos Santos da Silva (Contagem, 02.11.1962–)                                          | Partido Social Cristão (PSC)                   | 3.151 | 1,08 | 2º mandato  |
| 13 | José Carlos Carneiro Gomes (Aurora, 05.03.1965–)                                                   | AVANTE                                         | 2.707 | 0,92 | 2º mandato  |
| 14 | Daniel Pereira Fonseca Silva, do Irineu (Contagem, 08.09.1993–)                                    | Progressistas (PP)                             | 2.282 | 0,78 | 2º mandato  |
| 15 | Gil Antônio Diniz, Teteco (Contagem, 06.04.1949–)                                                  | Movimento Democrático Brasileiro (MDB)         | 2.141 | 0,73 | 7º mandato  |
| 16 | Carlos Magno de Moura Soares, Carlin Moura (Virgolândia, 28.02.1968–)                              | Partido Democrático Trabalhista (PDT)          | 2.036 | 0,70 | 1º mandato  |
| 17 | Ronaldo Paulo da Silva, Babão (Belo Horizonte, 05.08.1978–)                                        | CIDADANIA                                      | 1.921 | 0,66 | 1º mandato  |
| 18 | José Antônio Procópio de Almeida, Zé Antônio do Hospital (São Sebastião do Rio Preto, 16.10.1963–) | Partido dos Trabalhadores (PT)                 | 1.918 | 0,66 | 3º mandato  |
| 19 | Hugo Otávio Costa Vilaça (Belo Horizonte, 06.09.1982–)                                             | AVANTE                                         | 1.895 | 0,65 | 1º mandato  |
| 20 | Kewem Abne do Carmo, Motta (Belo Horizonte, 11.07.1998–)                                           | Democracia Cristã (DC)                         | 1.784 | 0,61 | 1º mandato  |
| 21 | Moara Corrêa Sabóia (Recife, 21.03.1990–)                                                          | Partido dos Trabalhadores (PT)                 | 1.742 | 0,59 | 1º mandato  |

## 18ª Legislatura (2017–2020)
Estes são os vereadores eleitos nas eleições de 2 de outubro de 2016, pelo período de 1° de janeiro de 2017 a 31 de dezembro de 2020:
| Mesa Diretora (2019-2020)             |                       |                        |                              |
| Nome                                  | Início do mandato     | Fim do mandato         | Cargo                        |
| Daniel Flávio de Moura Carvalho (PV)  | 1º de janeiro de 2019 | 31 de dezembro de 2020 | Presidente da Câmara         |
| José Antônio Procópio de Almeida (PT) | 1º de janeiro de 2019 | 31 de dezembro de 2020 | 1º Vice-presidente da Câmara |
| Glória de Fátima Lopes Pena (PRB)     | 1º de janeiro de 2019 | 31 de dezembro de 2020 | 2ª Vice-presidente da Câmara |
| Cláudio Santos Fontes (MDB)           | 1º de janeiro de 2019 | 31 de dezembro de 2020 | 1º Secretário                |
| Alexsander Chiodi Maia (SD)           | 1º de janeiro de 2019 | 31 de dezembro de 2020 | 2º Secretário                |

| Mesa Diretora (2017-2018)             |                       |                        |                              |
| Nome                                  | Início do mandato     | Fim do mandato         | Cargo                        |
| Daniel Flávio de Moura Carvalho (PV)  | 1º de janeiro de 2017 | 31 de dezembro de 2018 | Presidente da Câmara         |
| José Antônio Procópio de Almeida (PT) | 1º de janeiro de 2017 | 31 de dezembro de 2018 | 1º Vice-presidente da Câmara |
| Glória de Fátima Lopes Pena (PRB)     | 1º de janeiro de 2017 | 31 de dezembro de 2018 | 2ª Vice-presidente da Câmara |
| Cláudio Santos Fontes (PMDB)          | 1º de janeiro de 2017 | 31 de dezembro de 2018 | 1º SecretárPartido io        |
| Eliel Márcio do Carmo (PSDC)          | 1º de janeiro de 2017 | 31 de dezembro de 2018 | 2º Secretário                |

|    | Nome                                                                                               | Partido                                            | Votos | %    | Observações |
| -- | -------------------------------------------------------------------------------------------------- | -------------------------------------------------- | ----- | ---- | ----------- |
| 1  | Glória de Fátima Lopes Pena, da Aposentadoria (Frei Inocêncio, 30.06.1958–)                        | Partido Republicano Brasileiro (PRB)               | 6.162 | 2,00 | 1º mandato  |
| 2  | Pastor Itamar dos Santos da Silva (Contagem, 02.11.1962–)                                          | Partido Republicano Brasileiro (PRB)               | 5.737 | 1,86 | 1º mandato  |
| 3  | Alexsander Chiodi Maia (Contagem, 25.04.1972–)                                                     | Solidariedade (SD)                                 | 4.937 | 1,60 | 3º mandato  |
| 4  | Arnaldo Luiz de Oliveira (Contagem, 08.10.1958–)                                                   | Partido Trabalhista Brasileiro (PTB)               | 4.594 | 1,49 | 9º mandato  |
| 5  | Daniel Flávio de Moura Carvalho (2017-2020) (Contagem, 28.04.1984–)                                | Partido Verde (PV)                                 | 4.530 | 1,47 | 1º mandato  |
| 6  | Gil Antônio Diniz, Teteco (Contagem, 06.04.1949–)                                                  | Partido do Movimento Democrático Brasileiro (PMDB) | 4.276 | 1,39 | 6º mandato  |
| 7  | Daniel Pereira Fonseca Silva, do Irineu (Belo Horizonte, 08.09.1993–)                              | Partido Progressista (PP)                          | 4.034 | 1,31 | 1º mandato  |
| 8  | Bruno Braga Batista, Barreiro (Belo Horizonte, 17.04.1982–)                                        | Partido Verde (PV)                                 | 3.994 | 1,29 | 1º mandato  |
| 9  | Eliel Márcio do Carmo, Léo Motta (Contagem, 26.10.1973–)                                           | Partido Social Democrata Cristão (PSDC)            | 3.861 | 1,25 | 2º mandato  |
| 10 | Cláudio Santos Fontes, Capitão Fontes (Belo Horizonte, 28.07.1969–)                                | Partido do Movimento Democrático Brasileiro (PMDB) | 3.804 | 1,23 | 2º mandato  |
| 11 | Rogério Braz de Almeida, Marreco (Caratinga, 04.10.1956–)                                          | Partido Comunista do Brasil (PCdoB)                | 3.738 | 1,21 | 3º mandato  |
| 12 | Jair Rodrigues da Costa, Tropical (Jampruca, 30.06.1968–)                                          | Partido Comunista do Brasil (PCdoB)                | 3.610 | 1,17 | 2º mandato  |
| 13 | Ivayr Nunes Soalheiro (Guanhães, 14.11.1968–)                                                      | Partido Democrático Trabalhista (PDT)              | 3.454 | 1,12 | 3º mandato  |
| 14 | Sílvia da Cruz Messias, Silvinha Dudu (Belo Horizonte, 13.08.1964–)                                | Partido Comunista do Brasil (PCdoB)                | 3.433 | 1,11 | 2º mandato  |
| 15 | Marcos Vinicius Rangel de Faria (Contagem, 12.09.1985–)                                            | Partido Comunista do Brasil (PCdoB)                | 3.428 | 1,11 | 1º mandato  |
| 16 | José Antônio Procópio de Almeida, Zé Antônio do Hospital (São Sebastião do Rio Preto, 16.10.1963–) | Partido dos Trabalhadores (PT)                     | 3.393 | 1,10 | 2º mandato  |
| 17 | Dr. Wellington Moreira Lamy, Ortopedista (São Paulo, 11.05.1982–)                                  | Partido Democrático Trabalhista (PDT)              | 3.149 | 1,02 | 1º mandato  |
| 18 | João Bosco Câncio, New Texas (São João Del Rei, 07.08.1967–)                                       | Partido da Mobilização Nacional (PMN)              | 2.760 | 0,89 | 2º mandato  |
| 19 | Alexandre Alves Teodoro de Sousa, Xexéu (Igarapé, 04.06.1974–)                                     | Partido Trabalhista Brasileiro (PTB)               | 2.323 | 0,75 | 1º mandato  |
| 20 | Jerson Braga Maia, Caxicó (Brumadinho, 29.10.1961–)                                                | Partido Popular Socialista (PPS)                   | 2.053 | 0,67 | 3º mandato  |
| 21 | José Carlos Carneiro Gomes (Contagem, 06.03.1965–)                                                 | Partido Trabalhista do Brasil (PTdoB)              | 2.006 | 0,65 | 1º mandato  |

## 17ª Legislatura (2013–2016)
Estes são os vereadores eleitos nas eleições de 7 de outubro de 2012, pelo período de 1° de janeiro de 2013 a 31 de dezembro de 2016:
| Mesa Diretora (2015-2016)                  |                       |                        |                              |
| Nome                                       | Início do mandato     | Fim do mandato         | Cargo                        |
| Gil Antonio Diniz (PMDB)                   | 1º de janeiro de 2015 | 31 de dezembro de 2016 | Presidente da Câmara         |
| Alexsander Chiodi Maia (PSB)               | 1º de janeiro de 2015 | 31 de dezembro de 2016 | 1º Vice-presidente da Câmara |
| Frederico Ricardo Fonseca Carneiro (PRTB)  | 1º de janeiro de 2015 | 31 de dezembro de 2016 | 2º Vice-presidente da Câmara |
| José Roberto Ribeiro (PV)                  | 1º de janeiro de 2015 | 31 de dezembro de 2016 | 1º Secretário                |
| Isabella Carolina Ferreira Filaretti (PTB) | 1º de janeiro de 2015 | 31 de dezembro de 2016 | 2ª Secretária                |

| Mesa Diretora (2013-2014)             |                       |                        |                              |
| Nome                                  | Início do mandato     | Fim do mandato         | Cargo                        |
| Gil Antonio Diniz (PMDB)              | 1º de janeiro de 2013 | 31 de dezembro de 2014 | Presidente da Câmara         |
| José de Souza Lima Filho (PT)         | 1º de janeiro de 2013 | 31 de dezembro de 2014 | 1º Vice-presidente da Câmara |
| Eduardo Tadeu Sendon (PSDB)           | 1º de janeiro de 2013 | 31 de dezembro de 2014 | 2º Vice-presidente da Câmara |
| José Roberto Ribeiro (PV)             | 1º de janeiro de 2013 | 31 de dezembro de 2014 | 1º Secretário                |
| Décio Camargos de Aguiar Júnior (PHS) | 1º de janeiro de 2013 | 31 de dezembro de 2014 | 2º Secretário                |

|    | Nome | Partido                                            | Votos | %    | Observações |
| -- | --- | -------------------------------------------------- | ----- | ---- | ----------- |
| 1  | Dr. Ricardo Rocha de Faria (Contagem, 26.08.1980–)                                                           | Partido Comunista do Brasil (PCdoB)                | 6.412 | 2,01 | 2º mandato  |
| 2  | Arnaldo Luiz de Oliveira (Contagem, 08.10.1958–)                                                             | Partido Trabalhista Brasileiro (PTB)               | 5.815 | 1,83 | 8º mandato  |
| 3  | Rogério Braz de Almeida, Marreco (Caratinga, 04.10.1956–)                                                    | Partido Humanista da Solidariedade (PHS)           | 5.808 | 1,82 | 2º mandato  |
| 4  | Alexsander Chiodi Maia (Contagem, 25.04.1972–)                                                               | Partido Socialista Brasileiro (PSB)                | 4.868 | 1,53 | 2º mandato  |
| 5  | William Vieira Batista, Barreiro (Belo Horizonte, 22.11.1960–)                                               | Democratas (DEM)                                   | 4.806 | 1,51 | 3º mandato  |
| 6  | Prof. Irineu Inácio da Silva (Vermelho Novo, 01.02.1958–)                                                    | Partido Social Democrata Cristão (PSDC)            | 4.590 | 1,44 | 2º mandato  |
| 7  | Avair Salvador de Carvalho, Gordo do Riachinho (Belo Horizonte, 29.09.1956–)                                 | Partido dos Trabalhadores (PT)                     | 4.127 | 1,30 | 6º mandato  |
| 8  | José de Souza Lima Filho, Zé de Souza (Inhapim, 17.12.1965–)                                                 | Partido dos Trabalhadores (PT)                     | 4.030 | 1,27 | 1º mandato  |
| 9  | Jair Rodrigues da Costa, Tropical (Jampruca, 30.06.1968–)                                                    | Partido Comunista do Brasil (PCdoB)                | 3.654 | 1,15 | 1º mandato  |
| 10 | Frederico Ricardo Fonseca Carneiro, Fredim (Belo Horizonte, 10.01.1983–)                                     | Partido Renovador Trabalhista Brasileiro (PRTB)    | 3.615 | 1,14 | 1º mandato  |
| 11 | Isabella Carolina Ferreira Filaretti (Belo Horizonte, 13.05.1990–)                                           | Partido Trabalhista Brasileiro (PTB)               | 3.467 | 1,09 | 1º mandato  |
| 12 | Rodinei Ferreira Dias (Belo Horizonte, 21.02.1976–)                                                          | Partido dos Trabalhadores (PT)                     | 3.461 | 1,09 | 1º mandato  |
| 13 | Eliel Márcio do Carmo, Léo Motta (Contagem, 26.10.1973–)                                                     | Partido Social Liberal (PSL)                       | 3.406 | 1,07 | 1º mandato  |
| 14 | Gil Antonio Diniz, Teteco (2013-2016) (Contagem, 06.04.1949–)                                                | Partido do Movimento Democrático Brasileiro (PMDB) | 3.208 | 1,01 | 5º mandato  |
| 15 | José Roberto Ribeiro, Beto Diniz (Belo Horizonte, 19.03.1973–)                                               | Partido Comunista do Brasil (PCdoB)                | 3.136 | 0,99 | 2º mandato  |
| 16 | Paulo Antonio da Costa Prado (Contagem, 27.02.1980–)                                                         | Partido Comunista do Brasil (PCdoB)                | 3.059 | 0,96 | 1º mandato  |
| 17 | Décio Camargos de Aguiar Júnior, Decinho (Contagem, 28.10.1977–)                                             | Partido Humanista da Solidariedade (PHS)           | 2.956 | 0,92 | 1º mandato  |
| 18 | José Antonio Procópio de Almeida, Zé Antonio Hospital Santa Helena (São Sebastião do Rio Preto, 16.10.1963–) | Partido dos Trabalhadores (PT)                     | 2.808 | 0,88 | 1º mandato  |
| 19 | Ivayr Nunes Soalheiro (Guanhães, 14.11.1968–)                                                                | Partido Democrático Trabalhista (PDT)              | 2.518 | 0,79 | 2º mandato  |
| 20 | Jerson Braga Maia, Caxicó (Brumadinho, 29.10.1961–)                                                          | Partido Popular Socialista (PPS)                   | 2.137 | 0,67 | 2º mandato  |
| 21 | Eduardo Tadeu Sendon (Belo Horizonte, 08.11.1959–)                                                           | Partido da Social Democracia Brasileira (PSDB)     | 1.499 | 0,47 | 1º mandato  |
| —  | Cláudio Santos Fontes, Capitão Fontes (Belo Horizonte, 28.07.1969–)                                          | Partido Social Democrático (PSD)                   | 1.970 | 0,62 | 1º mandato  |
| —  | Gil José Drumond Diniz (Belo Horizonte, 12.09.1955–)                                                         | Partido Humanista da Solidariedade (PHS)           | 274   | 0,09 | 3º mandato  |
| —  | Obelino Marques da Silva (Janaúba, 11.01.1957–)                                                              | Partido dos Trabalhadores (PT)                     | 2.646 | 0,83 | 2º mandato  |
| —  | Sílvia da Cruz Messias, Silvinha Dudu (Belo Horizonte, 13.08.1964–)                                          | Partido Comunista do Brasil (PCdoB)                | 2.087 | 0,66 | 1º mandato  |

## 16ª Legislatura (2009–2012)
Estes são os vereadores eleitos nas eleições de 5 de outubro de 2008, pelo período de 1° de janeiro de 2009 a 31 de dezembro de 2012. Nesta legislatura o município readquiriu o direito a 21 vereadores.
|    | Nome                                                                                   | Partido                                            | Votos | %'   | Observações |
| -- | -------------------------------------------------------------------------------------- | -------------------------------------------------- | ----- | ---- | ----------- |
| 1  | Arnaldo Luiz de Oliveira (Contagem, 08.10.1958–)                                       | Partido Trabalhista Brasileiro (PTB)               | 5.411 | 1,77 | 7º mandato  |
| 2  | Irineu Inácio da Silva, da Funec (2011-2012) (Vermelho Novo, 01.02.1958–)              | Partido Social Democrata Cristão (PSDC)            | 5.381 | 1,76 | 2º mandato  |
| 3  | William Vieira Batista, Barreiro (Belo Horizonte, 22.11.1960–)                         | Democratas (DEM)                                   | 4.974 | 1,63 | 2º mandato  |
| 4  | Avair Salvador de Carvalho, Gordo do Riachinho (Belo Horizonte, 29.09.1956–23.12.2012) | Partido Socialista Brasileiro (PSB)                | 4.688 | 1,53 | 5º mandato  |
| 5  | Sílvio Braz da Silva, Pastor Silva (Muniz Freire, 01.04.1959–)                         | Partido da Social Democracia Brasileira (PSDB)     | 3.813 | 1,25 | 1º mandato  |
| 6  | Kawlpter Prates Bocchino (Rio de Janeiro, 30.11.1973–)                                 | Partido dos Trabalhadores (PT)                     | 3.758 | 1,23 | 3º mandato  |
| 7  | Ravilson de Almeida Lopes Filho (Belo Horizonte, 06.06.1959–)                          | Partido Progressista (PP)                          | 3.739 | 1,22 | 1º mandato  |
| 8  | Alexsander Chiodi da Silva (Contagem, 25.04.1972–)                                     | Partido Progressista (PP)                          | 3.652 | 1,19 | 1º mandato  |
| 9  | Dr. Ricardo Rocha de Faria (Contagem, 26.08.1980–)                                     | Partido Verde (PV)                                 | 3.555 | 1,16 | 1º mandato  |
| 10 | Gil Antônio Diniz, Teteco (Contagem, 06.04.1949–)                                      | Partido do Movimento Democrático Brasileiro (PMDB) | 3.155 | 1,03 | 4º mandato  |
| 11 | Ciro Wellington de Campos (Papagaios, 24.03.1943–)                                     | Partido da Social Democracia Brasileira (PSDB)     | 2.909 | 0,95 | 4º mandato  |
| 12 | Obelino Marques da Silva (Janaúba, 11.01.1957–)                                        | Partido dos Trabalhadores (PT)                     | 2.491 | 0,81 | 1º mandato  |
| 13 | Gustavo da Cunha Gibson (Recife, 06.05.1951–)                                          | Partido dos Trabalhadores (PT)                     | 2.446 | 0,80 | 1º mandato  |
| 14 | Rogério Bráz de Almeida, Marreco (Caratinga, 04.10.1956–)                              | Partido Socialista Brasileiro (PSB)                | 2.392 | 0,78 | 1º mandato  |
| 15 | Ivayr Nunes Soalheiro (Guanhães, 14.11.1968–)                                          | Partido Socialista Brasileiro (PSB)                | 2.390 | 0,78 | 1º mandato  |
| 16 | Alessandro Henrique Ferreira (São Paulo, 03.05.1973–)                                  | Partido Popular Socialista (PPS)                   | 2.280 | 0,75 | 1º mandato  |
| 17 | Jerson Braga Maia, Caxicó (Brumadinho, 29.10.1961–)                                    | Partido Popular Socialista (PPS)                   | 2.248 | 0,74 | 1º mandato  |
| 18 | João Bosco Cancio, New Texas (São João Del Rei, 07.08.1967–)                           | Partido da Mobilização Nacional (PMN)              | 2.216 | 0,72 | 1º mandato  |
| 19 | Acácio de Macedo Matos (Contagem, 26.12.1958–)                                         | Partido Popular Socialista (PPS)                   | 2.145 | 0,70 | 1º mandato  |
| 20 | José Roberto Ribeiro, Beto Diniz (Belo Horizonte, 19.03.1973–)                         | Partido Comunista do Brasil (PcdoB)                | 1.671 | 0,55 | 1º mandato  |
| 21 | Adenir José Bravo (Anutiba, 27.07.1955–)                                               | Partido Trabalhista Nacional (PTN)                 | 1.662 | 0,54 | 1º mandato  |

## 15ª Legislatura (2005–2008)
Estes são os vereadores eleitos nas eleições de 3 de outubro de 2004,pelo período de 1° de janeiro de 2005 a 31 de dezembro de 2008. Houve redução de um vereador para esta legislatura, passado de 21 para 20 vagas. Um dos vereadores eleitos, o Pastor Tanaildes ganhou na justiça o direito de mudar de nome, passando a chamar-se Sílvio Braz da Silva. 
|    | Nome                                                                                               | Partido                                            | Votos | %    | Observações                                                                               |
| -- | -------------------------------------------------------------------------------------------------- | -------------------------------------------------- | ----- | ---- | ----------------------------------------------------------------------------------------- |
| 1  | Arnaldo Luiz de Oliveira (2005-2006) (Contagem, 08.10.1958–)                                       | Partido da Social Democracia Brasileira (PSDB)     | 7.563 | 2,49 | 6º mandato                                                                                |
| 2  | Maria José Chiodi (Belo Horizonte, 19.03.1948–)                                                    | Partido Renovador Trabalhista Brasileiro (PRTB)    | 6.255 | 2,06 | 5º mandato                                                                                |
| 3  | Avair Salvador de Carvalho, Gordo do Riachinho (2007-2008) (Belo Horizonte, 29.09.1956–23.12.2012) | Partido Socialista Brasileiro (PSB)                | 5.248 | 1,73 | 4º mandato                                                                                |
| 4  | Dimas Campos Fonseca (Belo Horizonte, 03.09.1958–)                                                 | Partido Progressista (PP)                          | 4.839 | 1,59 | 2º mandato                                                                                |
| 5  | Maria Lúcia Guedes Vieira (Santa Cruz do Escalvado, 08.09.1942–)                                   | Partido Progressista (PP)                          | 4.835 | 1,59 | 7º mandato                                                                                |
| 6  | Joaquim Bernardino da Silva, da Loja (Guanhães, 25.04.1943–)                                       | Partido da Social Democracia Brasileira (PSDB)     | 4.262 | 1,40 | 2º mandato                                                                                |
| 7  | Carlos Roberto Ferreira Dias, Professor Carlinhos (Contagem, 17.12.1961–)                          | Partido Progressista (PP)                          | 4.040 | 1,33 | 5º mandato                                                                                |
| 8  | Tanaíldes Braz da Silva, Pastor Silva (Vitória, 01.04.1959–)                                       | Partido da Social Democracia Brasileira (PSDB)     | 4.035 | 1,33 | 1º mandato                                                                                |
| 9  | Ronaldo Soares dos Santos, Pastor Ronaldo Soares (Belo Horizonte, 12.10.1962–)                     | Partido da Mobilização Nacional (PMN)              | 3.998 | 1,32 | 1º mandato                                                                                |
| 10 | Ciro Wellington Campos (Papagaios, 24.03.1943–)                                                    | Partido da Social Democracia Brasileira (PSDB)     | 3.994 | 1,32 | 3º mandato                                                                                |
| 11 | Jander Muniz Filaretti (Belo Horizonte, 11.07.1966–)                                               | Partido da Frente Liberal (PFL)                    | 3.719 | 1,23 | 4º mandato                                                                                |
| 12 | Carlos Magno de Moura Soares, Carlin Moura                                                         | Partido Comunista do Brasil (PcdoB)                | 3.668 | 1,21 | 1º mandato Afastou-se do cargo após ser eleito como Deputado Estadual                     |
| 13 | William Vieira Batista, do Barreiro (Belo Horizonte, 22.11.1960–)                                  | Partido Socialista Brasileiro (PSB)                | 2.860 | 0,94 | 1º mandato                                                                                |
| 14 | Gueber Wander Ferreira (Imbé de Minas, 18.09.1951–)                                                | Partido da Frente Liberal (PFL)                    | 2.860 | 0,94 | 4º mandato                                                                                |
| 15 | Gil Antônio Diniz, Teteco (Contagem, 06.04.1949–)                                                  | Partido do Movimento Democrático Brasileiro (PMDB) | 2.852 | 0,9  | 3º mandato Suplente. Assumiu o lugar de Rodinei Ferreira Dias                             |
| 16 | Irineu Inácio da Silva, da Funec (Vermelho Novo, 01.02.1958–)                                      | Partido Social Democrata Cristão (PSDC)            | 2.836 | 0,93 | 1º mandato                                                                                |
| 17 | Kawlpter Prates Bocchino (Rio de Janeiro, 30.11.1973–)                                             | Partido dos Trabalhadores (PT)                     | 2.658 | 0,88 | 2º mandato                                                                                |
| 18 | José Arnaldo Canarinho (Nova Serrana, 08.10.1941–Contagem, 11.06.2018)                             | Partido Social Democrata Cristão (PSDC)            | 2.208 | 0,73 | 1º mandato                                                                                |
| 19 | Letícia da Penha Guimarães (Imbé de Minas, 10.08.1955–)                                            | Partido dos Trabalhadores (PT)                     | 2.175 | 0,72 | 4º mandato                                                                                |
| 20 | Lucas Cardoso da Silva (Cantagalo, 10.07.1960–)                                                    | Partido de Reedificação da Ordem Nacional (PRONA)  | 1.949 | 0,64 | 1º mandato                                                                                |
| —  | Gustavo Cunha Gibson (Recife, 06.05.1951–)                                                         | Partido dos Trabalhadores (PT)                     | 1.513 | 0,50 | 1º mandato Assumiu a vaga deixada pelo Deputado Carlin Moura                              |
| —  | Rodinei Ferreira Dias, do Acorda Povo (Belo Horizonte, 21.02.1976–)                                | Partido do Movimento Democrático Brasileiro (PMDB) | 2.173 | 0,72 | Sem mandato. Teve os direitos políticos suspensos pelo Poder Judiciário, deixando o cargo |

## 14ª Legislatura (2001–2004)
Estes são os vereadores eleitos nas eleições de 1º de outubro de 2000, pelo período de 1° de janeiro de 2001 a 31 de dezembro de 2004:
|    | Nome                                                                                   | Partido                                            | Votos | %    | Observações                                                      |
| -- | -------------------------------------------------------------------------------------- | -------------------------------------------------- | ----- | ---- | ---------------------------------------------------------------- |
| 1  | Arnaldo Luiz de Oliveira (Contagem, 08.10.1958–)                                       | Partido Popular Socialista (PPS)                   | 7.375 | 2,54 | 5º mandato                                                       |
| 2  | Maria José Chiodi (Belo Horizonte, 19.03.1948–)                                        | Partido do Movimento Democrático Brasileiro (PMDB) | 5.987 | 2,06 | 4º mandato                                                       |
| 3  | Avair Salvador de Carvalho, Gordo do Riachinho (Belo Horizonte, 29.09.1956–23.12.2012) | Partido do Movimento Democrático Brasileiro (PMDB) | 5.547 | 1,91 | 3º mandato                                                       |
| 4  | Carlos Roberto Ferreira Dias, Carlinhos (Contagem, 17.12.1961–)                        | Partido Popular Socialista (PPS)                   | 4.561 | 1,57 | 4º mandato                                                       |
| 5  | Jander Muniz Filaretti (Belo Horizonte, 11.07.1966–)                                   | Partido Socialista Brasileiro (PSB)                | 3.992 | 1,37 | 3º mandato                                                       |
| 6  | Benedito Batista (??, 27.12.1950–04.12.2004)                                           | Partido do Movimento Democrático Brasileiro (PMDB) | 3.800 | 1,31 | 3º mandato                                                       |
| 7  | Gil Antônio Diniz, Teteco (Contagem, 06.04.1949–)                                      | Partido do Movimento Democrático Brasileiro (PMDB) | 3.578 | 1,23 | 2º mandato                                                       |
| 8  | Marília Aparecida Campos                                                               | Partido dos Trabalhadores (PT)                     | 3.463 | 1,19 | 1º mandato Afastou-se do mandato ao ser eleita Deputada Estadual |
| 9  | Aloísio José de Oliveira (??, 14.11.1958–)                                             | Partido Liberal (PL)                               | 3.320 | 1,14 | 3º mandato                                                       |
| 10 | Luiz Carlos da Cruz, Dudu Neném (Belo Horizonte, 20.01.1966–)                          | Partido Popular Socialista (PPS)                   | 3.233 | 1,11 | 1º mandato                                                       |
| 11 | Carlos Magno de Freitas (Delfim Moreira, 16.02.1947–)                                  | Partido Social Trabalhista (PST)                   | 2.933 | 1,01 | 2º mandato                                                       |
| 12 | Maria Lúcia Guedes Vieira (2001-2004) (Santa Cruz do Escalvado, 08.09.1942–)           | Partido Popular Socialista (PPS)                   | 2.810 | 0,97 | 6º mandato                                                       |
| 13 | Edgard Guedes Vieira, da Farmácia (Santa Cruz do Escalvado, 22.06.1944–)               | Partido Democrático Trabalhista (PDT)              | 2.758 | 0,95 | 2º mandato                                                       |
| 14 | Dimas Campos da Fonseca (Belo Horizonte, 03.09.1958–)                                  | Partido Trabalhista Brasileiro (PTB)               | 2.730 | 0,94 | 1º mandato                                                       |
| 15 | José Nunes dos Santos (Santo Antônio do Monte, 18.10.1943–)                            | Partido Liberal (PL)                               | 2.701 | 0,93 | 4º mandato                                                       |
| 16 | Ricardo Antônio Gomes Romero, Professor Ricardo Romero (Belo Horizonte, 10.05.1958–)   | Partido da Social Democracia Brasileira (PSDB)     | 2.699 | 0,93 | 1º mandato                                                       |
| 17 | Ciro Wellington Campos (Papagaios, 24.03.1943–)                                        | Partido Trabalhista Brasileiro (PTB)               | 2.546 | 0,87 | 2º mandato                                                       |
| 18 | Letícia da Penha Guimarães (Imbé de Minas, 10.08.1955–)                                | Partido dos Trabalhadores (PT)                     | 2.285 | 0,79 | 3º mandato                                                       |
| —  | Kawlpter Prates Bocchino, Em Movimento (Rio de Janeiro, 30.11.1973–)                   | Partido dos Trabalhadores (PT)                     | 1.977 | 0,68 | 1º mandato Assumiu a vaga deixada pela Deputada Marília Campos   |
| 19 | Antenor Messias de Figueiredo (Inhaúma, 10.03.1934–)                                   | Partido da Social Democracia Brasileira (PSDB)     | 1.808 | 0,62 | 1º mandato                                                       |
| 20 | Nilton Alves da Silva, Niltinho (Belo Vale, 17.09.1965–)                               | Partido Socialista Brasileiro (PSB)                | 1.649 | 0,57 | 1º mandato                                                       |
| 21 | Joaquim Bernardino da Silva (Guanhães, 25.04.1943–)                                    | Partido da Social Democracia Brasileira (PSDB)     | 1.510 | 0,52 | 1º mandato                                                       |

## 13ª Legislatura (1997–2000)
Estes são os vereadores eleitos nas eleições de 3 de outubro de 1996, pelo período de 1° de janeiro de 1997 a 31 de dezembro de 2000:
|    | Nome                                                                  | Partido                                            | Votos | %    | Observações |
| -- | --------------------------------------------------------------------- | -------------------------------------------------- | ----- | ---- | ----------- |
| 1  | Arnaldo Luiz de Oliveira (Contagem, 08.10.1958–)                      | Partido Liberal (PL)                               | 4.671 | 2,00 | 4º mandato  |
| 2  | Avair Salvador de Carvalho (Belo Horizonte, 29.09.1956–23.12.2012)    | Partido do Movimento Democrático Brasileiro (PMDB) | 4.292 | 1,84 | 2º mandato  |
| 3  | Gueber Wander Ferreira (Imbé de Minas, 18.09.1951–)                   | Partido da Frente Liberal (PFL)                    | 3.571 | 1,53 | 3º mandato  |
| 4  | Jander Muniz Filaretti (Belo Horizonte, 11.07.1966–)                  | Partido Trabalhista Brasileiro (PTB)               | 3.295 | 1,41 | 2º mandato  |
| 5  | Gil Antônio Diniz (1998-2000) (Contagem, 06.04.1949–)                 | Partido do Movimento Democrático Brasileiro (PMDB) | 3.289 | 1,41 | 1º mandato  |
| 6  | Aloísio José de Oliveira (??, 14.11.1958–)                            | Partido Liberal (PL)                               | 3.146 | 1,35 | 2º mandato  |
| 7  | Maria José Chiodi (Belo Horizonte, 19.03.1948–)                       | Partido da Frente Liberal (PFL)                    | 3.141 | 1,34 | 3º mandato  |
| 8  | Carlos Roberto Ferreira Dias (Contagem, 17.12.1961–)                  | Partido da Social Democracia Brasileira (PSDB)     | 3.113 | 1,33 | 3º mandato  |
| 9  | Luiz José da Cruz                                                     | Partido da Social Democracia Brasileira (PSDB)     | 2.725 | 1,17 | 3º mandato  |
| 10 | Letícia da Penha Guimarães (Imbé de Minas, 10.08.1955–)               | Partido dos Trabalhadores (PT)                     | 2.442 | 1,04 | 2º mandato  |
| 11 | José Nunes dos Santos (1997) (Santo Antônio do Monte, 18.10.1943–)    | Partido do Movimento Democrático Brasileiro (PMDB) | 2.412 | 1,03 | 3º mandato  |
| 12 | Benedito Batista (??, 27.12.1950–04.12.2004)                          | Partido da Social Democracia Brasileira (PSDB)     | 2.393 | 1,02 | 2º mandato  |
| 13 | Eustáquio Roberto de Souza (??, 15.05.1946–)                          | Partido dos Trabalhadores (PT)                     | 2.243 | 0,96 | 2º mandato  |
| 14 | Maria Lúcia Guedes Vieira (Santa Cruz do Escalvado, 08.09.1942–)      | Partido Democrático Trabalhista (PDT)              | 2.122 | 0,91 | 5º mandato  |
| 15 | Edson de Miranda Brito (Conselheiro Pena, 29.06.1950–)                | Partido Trabalhista Brasileiro (PTB)               | 2.119 | 0,91 | 1º mandato  |
| 16 | José Ramoniele Raimundo dos Santos (São Gonçalo do Pará, 30.06.1966–) | Partido dos Trabalhadores (PT)                     | 1.941 | 0,83 | 1º mandato  |
| 17 | José Raimundo de Souza (Alvinópolis, 18.08.1946–)                     | Partido do Movimento Democrático Brasileiro (PMDB) | 1.934 | 0,83 | 1º mandato  |
| 18 | Edgard Guedes Vieira (Santa Cruz do Escalvado, 22.06.1944–)           | Partido Democrático Trabalhista (PDT)              | 1.762 | 0,75 | 1º mandato  |
| 19 | Nelson da Rocha Piedade (??, 21.07.1967–)                             | Partido Liberal (PL)                               | 1.685 | 0,72 | 1º mandato  |
| 20 | Francisco Eufrásio Azevedo Medeiros (Campo Grande, 10.05.1955–)       | Partido Progressista Brasileiro (PPB)              | 1.523 | 0,65 | 1º mandato  |
| 21 | Carlos Magno de Freitas (Delfim Moreira, 16.02.1947–)                 | Partido Progressista Brasileiro (PPB)              | 1.441 | 0,62 | 1º mandato  |

## 12ª Legislatura (1993–1996)
Estes são os vereadores eleitos nas eleições de 3 de outubro de 1992, pelo período de 1° de janeiro de 1993 a 31 de dezembro de 1996:
A 12ª legislatura sofreu alteração no número de vagas na Câmara Municipal, passando a 21 cadeiras de acordo com a legislação vigente.
|    | Nome                                                               | Partido                                            | Votos | %    | Observações                                                        |
| -- | ------------------------------------------------------------------ | -------------------------------------------------- | ----- | ---- | ------------------------------------------------------------------ |
| 1  | Gueber Wander Ferreira (1994) (Imbé de Minas, 18.09.1951–)         | Partido da Frente Liberal (PFL)                    | 2.374 | 8,02 | 2º mandato                                                         |
| 2  | Arnaldo Luiz de Oliveira (Contagem, 08.10.1958–)                   | Partido do Movimento Democrático Brasileiro (PMDB) | 2.306 | 7,79 | 3º mandato                                                         |
| 3  | Luiz José da Cruz                                                  | Partido da Social Democracia Brasileira (PSDB)     | 2.180 | 7,36 | 2º mandato                                                         |
| 4  | Maria Lúcia Guedes Vieira (Santa Cruz do Escalvado, 08.09.1942–)   | Partido Liberal (PL)                               | 2.156 | 7,28 | 4º mandato                                                         |
| 5  | José Nunes dos Santos (Santo Antônio do Monte, 18.10.1943–)        | Partido da Social Democracia Brasileira (PSDB)     | 1.948 | 6,58 | 2º mandato                                                         |
| 6  | Paulo Augusto Pinto de Mattos (Belo Horizonte, 10.04.1966–)        | Partido Liberal (PL)                               | 1.942 | 6,56 | 2º mandato                                                         |
| 7  | José Luiz Dornela (??, 25.01.1940–)                                | Partido da Frente Liberal (PFL)                    | 1.764 | 5,96 | 2º mandato                                                         |
| 8  | Carlos Roberto Ferreira Dias (1993) (Contagem, 17.12.1961–)        | Partido da Social Democracia Brasileira (PSDB)     | 1.648 | 5,57 | 2º mandato                                                         |
| 9  | José Carlos Juca Camargos (1995) (??, 25.03.1954–)                 | Partido do Movimento Democrático Brasileiro (PMDB) | 1.472 | 4,97 | 2º mandato                                                         |
| 10 | Avair Salvador de Carvalho (Belo Horizonte, 29.09.1956–23.12.2012) | Partido do Movimento Democrático Brasileiro (PMDB) | 1.452 | 4,90 | 1º mandato                                                         |
| 11 | Ailton Diniz (Contagem, 26.09.1947–)                               | Partido da Social Democracia Brasileira (PSDB)     | 1.367 | 4,62 | 4º mandato                                                         |
| 12 | Benedito Batista (1996) (??, 27.12.1950–04.12.2004)                | Partido da Social Democracia Brasileira (PSDB)     | 1.349 | 4,56 | 1º mandato                                                         |
| 13 | Vicente Raimundo do Nascimento                                     | Partido do Movimento Democrático Brasileiro (PMDB) | 1.030 | 3,48 | 1º mandato                                                         |
| 14 | Adélia Batista de Melo Rabelo                                      | Partido dos Trabalhadores (PT)                     | 1.005 | 3,39 | 1º mandato                                                         |
| 15 | Durval Ângelo Andrade                                              | Partido dos Trabalhadores (PT)                     | 987   | 3,33 | 2º mandato Afastou-se do mandato após ser eleito Deputado Estadual |
| 16 | Amélia Maria da Silva (Onça de Pitangui, 02.01.1943–)              | Partido da Frente Liberal (PFL)                    | 979   | 3,31 | 1º mandato                                                         |
| 17 | Aloísio José de Oliveira (??, 14.11.1958–)                         | Partido Liberal (PL)                               | 884   | 2,99 | 1º mandato                                                         |
| 18 | Letícia da Penha Guimarães (Imbé de Minas, 10.08.1955–)            | Partido dos Trabalhadores (PT)                     | 758   | 2,56 | 1º mandato                                                         |
| 19 | Eduardo Alves Martins (–??, 06.1993)                               | Partido Trabalhista Brasileiro (PTB)               | 685   | 2,31 | 1º mandato                                                         |
| 20 | Firmo Alves de Freitas                                             | Partido Trabalhista Brasileiro (PTB)               | 667   | 2,25 | 2º mandato                                                         |
| 21 | Jander Muniz Filaretti (Belo Horizonte, 11.07.1966–)               | n/d                                                | n/d   | n/d  | 1º mandato                                                         |
| —  | Lúcia Helena Hilário (Sabará, 05.03.1960–)                         | n/d                                                | n/d   | n/d  | 2º mandato Assumiu a vaga deixada pelo Deputado Durval Ângelo      |
| —  | Tarcísio Assis Batista (Leandro Ferreira, 27.04.1954–)             | n/d                                                | n/d   | n/d  | 1º mandato Assumiu após o falecimento do vereador Eduardo Alves    |

## 11ª Legislatura (1989–1992)
Estes são os vereadores eleitos nas eleições de 15 de novembro de 1988, pelo período de 1° de janeiro de 1989 a 31 de dezembro de 1992:
|    | Nome                                                             | Partido                                            | Votos | %    | Observações |
| -- | ---------------------------------------------------------------- | -------------------------------------------------- | ----- | ---- | ----------- |
| 1  | Maria José Chiodi (1991-1992) (Belo Horizonte, 19.03.1948–)      | Partido do Movimento Democrático Brasileiro (PMDB) | 2.112 | 4,48 | 2º mandato  |
| 2  | Heriverton de Campos (Pitangui, 08.08.1957–)                     | Partido do Movimento Democrático Brasileiro (PMDB) | 1.852 | 3,93 | 1º mandato  |
| 3  | Paulo Moura Ramos                                                | Partido dos Trabalhadores (PT)                     | 1.804 | 3,83 | 1º mandato  |
| 4  | Eustáquio Roberto de Souza (??, 15.05.1946–)                     | Partido dos Trabalhadores (PT)                     | 1.748 | 3,71 | 1º mandato  |
| 5  | Luiz Evangelista Peixoto (Florianópolis, 22.12.1948–)            | Partido do Movimento Democrático Brasileiro (PMDB) | 1.650 | 3,50 | 1º mandato  |
| 6  | Maria Lúcia Guedes Vieira (Santa Cruz do Escalvado, 08.09.1942–) | Partido Democrata Cristão (PDC)                    | 1.615 | 3,42 | 3º mandato  |
| 7  | Durval Ângelo Andrade                                            | Partido dos Trabalhadores (PT)                     | 1.556 | 3,30 | 1º mandato  |
| 8  | Rubens Antônio Campos (Uberaba, 03.07.1950–)                     | Partido dos Trabalhadores (PT)                     | 1.551 | 3,29 | 2º mandato  |
| 9  | João Guedes Vieira (Santa Cruz do Escalvado, 19.05.1939–)        | Partido do Movimento Democrático Brasileiro (PMDB) | 1.474 | 3,13 | 2º mandato  |
| 10 | José Carlos Juca Camargos (??, 25.03.1954–)                      | Partido do Movimento Democrático Brasileiro (PMDB) | 1.300 | 2,76 | 1º mandato  |
| 11 | Arnaldo Luiz de Oliveira (Contagem, 08.10.1958–)                 | Partido do Movimento Democrático Brasileiro (PMDB) | 1.262 | 2,68 | 2º mandato  |
| 12 | Lúcia Helena Hilário (Sabará, 05.03.1960–)                       | Partido dos Trabalhadores (PT)                     | 1.251 | 2,65 | 1º mandato  |
| 13 | Gueber Wander Ferreira (Imbé de Minas, 18.09.1951–)              | Partido da Frente Liberal (PFL)                    | 1.079 | 2,29 | 1º mandato  |
| 14 | José Luiz Dornela (??, 25.01.1940–)                              | [Partido da Frente Liberal (PFL)                   | 1.065 | 2,26 | 1º mandato  |
| 15 | Firmo Alves de Freitas                                           | Partido Liberal (PL)                               | 1.038 | 2,20 | 1º mandato  |
| 16 | Paulo Augusto Pinto de Mattos (Belo Horizonte, 10.04.1966–)      | Partido Democrata Cristão (PDC)                    | 899   | 1,91 | 1º mandato  |
| 17 | Ailton Diniz (1989-1990) (Contagem, 26.09.1947–)                 | n/d                                                | n/d   | n/d  | 3º mandato  |
| 18 | Carlos Roberto Ferreira Dias (Contagem, 17.12.1961–)             | n/d                                                | n/d   | n/d  | 1º mandato  |
| 19 | José Nunes dos Santos (Santo Antônio do Monte, 18.10.1943–)      | n/d                                                | n/d   | n/d  | 1º mandato  |
| 20 | Luiz José da Cruz                                                | n/d                                                | n/d   | n/d  | 1º mandato  |

## 10ª Legislatura (1983–1988)
Estes são os vereadores eleitos nas eleições de 15 de novembro de 1982:
|    | Nome                                                             | Partido                                            | Votos | %     | Observações |
| -- | ---------------------------------------------------------------- | -------------------------------------------------- | ----- | ----- | ----------- |
| 1  | Ciro Wellington Campos (Papagaios, 24.03.1943–)                  | Partido do Movimento Democrático Brasileiro (PMDB) | 4.540 | 10,85 | 1º mandato  |
| 2  | João Guedes Vieira (Santa Cruz do Escalvado, 19.05.1939–)        | Partido do Movimento Democrático Brasileiro (PMDB) | 3.695 | 8,83  | 1º mandato  |
| 3  | Ailton Diniz (Contagem, 26.09.1947–)                             | Partido do Movimento Democrático Brasileiro (PMDB) | 3.085 | 7,37  | 2º mandato  |
| 4  | Luiz Carlos Cardoso                                              | Partido do Movimento Democrático Brasileiro (PMDB) | 2.898 | 6,93  | 2º mandato  |
| 5  | Luiz Evangelista Peixoto (Florianópolis, 22.12.1948–)            | Partido do Movimento Democrático Brasileiro (PMDB) | 2.497 | 5,97  | 1º mandato  |
| 6  | Geraldo Vilela Filho                                             | Partido do Movimento Democrático Brasileiro (PMDB) | 2.490 | 5,95  | 1º mandato  |
| 7  | Gil José Drumond Diniz (Belo Horizonte, 12.09.1955–)             | Partido do Movimento Democrático Brasileiro (PMDB) | 2.463 | 5,89  | 2º mandato  |
| 8  | Maria José Chiodi da Silva (Belo Horizonte, 19.03.1948–)         | Partido do Movimento Democrático Brasileiro (PMDB) | 2.240 | 5,35  | 1º mandato  |
| 9  | Vicente Fernandes de Freitas                                     | Partido do Movimento Democrático Brasileiro (PMDB) | 2.155 | 5,15  | 3º mandato  |
| 10 | Matheus de Oliveira Costa (Piracema, 26.12.1936–)                | Partido do Movimento Democrático Brasileiro (PMDB) | 2.082 | 4,98  | 3º mandato  |
| 11 | Teodoro Dorinho Fernandes Filho                                  | Partido do Movimento Democrático Brasileiro (PMDB) | 2.056 | 4,91  | 1º mandato  |
| 12 | Marcos Antônio Dimas (1985-1986)                                 | Partido do Movimento Democrático Brasileiro (PMDB) | 1.776 | 4,24  | 1º mandato  |
| 13 | Athair de Oliveira (1983-1984 e 1987-1988)                       | Partido do Movimento Democrático Brasileiro (PMDB) | 1.745 | 4,17  | 5º mandato  |
| 14 | Rubens Antônio Campos (Uberaba, 03.07.1950–)                     | Partido do Movimento Democrático Brasileiro (PMDB) | 1.689 | 4,04  | 1º mandato  |
| 15 | Arnaldo Luiz de Oliveira (Contagem, 08.10.1958–)                 | Partido do Movimento Democrático Brasileiro (PMDB) | 1.685 | 4,03  | 1º mandato  |
| 16 | Oswaldo Carvalho de Araújo                                       | Partido do Movimento Democrático Brasileiro (PMDB) | 1.651 | 3,95  | 1º mandato  |
| 17 | Vicente de Paula Faria da Rocha                                  | Partido Democrático Social (PDS)                   | 1.413 | 3,38  | 1º mandato  |
| 18 | Maria Lúcia Guedes Vieira (Santa Cruz do Escalvado, 08.09.1942–) | Partido Democrático Social (PDS)                   | 952   | 2,28  | 2º mandato  |
| 19 | Expedito Gomes Ferreira (Santa Cruz do Escalvado, 08.09.1942–)   | Partido Democrático Social (PDS)                   | 728   | 1,74  | 2º mandato  |

## 9ª Legislatura (1977–1982)
|    | Nome                                                                  | Partido | Observações                                                       |
| -- | --------------------------------------------------------------------- | ------- | ----------------------------------------------------------------- |
| 1  | Ailton Diniz (Contagem, 26.09.1947–)                                  |         | 1º mandato                                                        |
| 2  | Athair de Oliveira (1977)                                             |         | 4º mandato                                                        |
| 3  | Agripino Ferreira Dias                                                |         | 1º mandato                                                        |
| 4  | Expedito Gomes Ferreira (1982) (Santa Cruz do Escalvado, 08.09.1942–) |         | 1º mandato. Suplente. Assumiu após o falecimento de José Custódio |
| 5  | Gil José Drumond Diniz (1980) (Belo Horizonte, 12.09.1955–)           |         | 1º mandato                                                        |
| 6  | Guido Fonseca                                                         |         | 1º mandato                                                        |
| 7  | Jesu Milton dos Santos                                                |         | 1º mandato                                                        |
| 8  | João Evangelista Fernandes (1978)                                     |         | 3º mandato                                                        |
| 9  | José Custódio de Oliveira (–??, 10.1980)                              |         | 6º mandato. Falecido durante o exercício do mandato               |
| 10 | José Ferreira de Aguiar Sobrinho                                      |         | 5º mandato                                                        |
| 11 | Luiz Carlos Cardoso (1979)                                            |         | 1º mandato                                                        |
| 12 | Maria Lúcia Guedes Vieira (Santa Cruz do Escalvado, 08.09.1942–)      |         | 1º mandato                                                        |
| 13 | Matheus de Oliveira Costa (1981) (??, 26.12.1936–)                    |         | 2º mandato                                                        |
| 14 | Nabar Franco de Andrade                                               |         | 4º mandato                                                        |
| 15 | Nicanor Bento de Oliveira                                             |         | 2º mandato                                                        |
| 16 | Sara Ribeiro da Silva (Belo Horizonte, 04.02.1946–)                   |         | 1º mandato                                                        |
| 17 | Vicente Fernandes de Freitas                                          |         | 2º mandato                                                        |
| 18 | Zulma Alves Dias Leal                                                 |         | 3º mandato                                                        |

## 8ª Legislatura (1973–1976)
Estes são os vereadores eleitos nas eleições de 15 de novembro de 1972:
|    | Nome                                                           | Partido | Observações |
| -- | -------------------------------------------------------------- | ------- | ----------- |
| 1  | Antônio Luiz Ribeiro                                           |         | 1º mandato  |
| 2  | Athair de Oliveira (1976)                                      |         | 3º mandato  |
| 3  | Geraldo Magela Diniz                                           |         | 1º mandato  |
| 4  | Geraldo Pedro Coelho (1974-1975)                               |         | 5º mandato  |
| 5  | Expedito Gomes Ferreira (Santa Cruz do Escalvado, 08.09.1942–) |         | 1º mandato  |
| 6  | Gonçalo Braz de Mattos                                         |         | 1º mandato  |
| 7  | José Custódio de Oliveira (–??, 10.1980)                       |         | 5º mandato  |
| 8  | José Quintão Romero (Santa Cruz do Escalvado, 16.07.1929–)     |         | 1º mandato  |
| 9  | Matheus de Oliveira Costa (??, 26.12.1936–)                    |         | 1º mandato  |
| 10 | Nabar Franco de Andrade (1973)                                 |         | 3º mandato  |
| 11 | Nicanor Bento de Oliveira                                      |         | 1º mandato  |
| 12 | Nilson de Castro                                               |         | 1º mandato  |
| 13 | Roberto de Oliveira Prates                                     |         | 1º mandato  |
| 14 | Vicente Fernandes de Freitas                                   |         | 1º mandato  |
| 15 | Zulma Alves Dias Leal                                          |         | 2º mandato  |

## 7ª Legislatura (1971–1972)[1]
|    | Nome                                                       | Partido | Observações |
| -- | ---------------------------------------------------------- | ------- | ----------- |
| 1  | Antônio Faria                                              |         | 2º mandato  |
| 2  | Athair de Oliveira                                         |         | 2º mandato  |
| 3  | Geraldo Pedro Coelho                                       |         | 4º mandato  |
| 4  | Jair Vicente da Silva                                      |         | 2º mandato  |
| 5  | Jesus Antônio Dutra                                        |         | 1º mandato  |
| 6  | João Evangelista Fernandes                                 |         | 2º mandato  |
| 7  | José Custódio de Oliveira (–??, 10.1980)                   |         | 4º mandato  |
| 8  | José Ferreira de Aguiar Sobrinho                           |         | 4º mandato  |
| 9  | José Pimenta                                               |         | 1º mandato  |
| 10 | José Quintão Romero (Santa Cruz do Escalvado, 16.07.1929–) |         | 1º mandato  |
| 11 | Nabar Franco de Andrade                                    |         | 2º mandato  |
| 12 | Rubens Moreira de Oliveira                                 |         | 2º mandato  |
| 13 | Teodoro Fernandes Filho                                    |         | 1º mandato  |
| 14 | Vicente Raimundo do Nascimento (1971-1972)                 |         | 1º mandato  |
| 15 | Zulma Alves Dias Leal                                      |         | 1º mandato  |

## 6ª Legislatura (1967–1970)
Durante esta legislatura, no dia 1° de janeiro, foi inaugurada a Casa do Legislativo, sendo denominada Palácio 1º de Janeiro.
|    | Nome                                     | Partido | Observações |
| -- | ---------------------------------------- | ------- | ----------- |
| 1  | Antônio Pires de Miranda                 |         | 1º mandato  |
| 2  | Athair de Oliveira                       |         | 1º mandato  |
| 3  | Geraldo Pedro Coelho                     |         | 3º mandato  |
| 4  | Jair Vicente da Silva                    |         | 1º mandato  |
| 5  | João Alves Cota                          |         | 1º mandato  |
| 6  | João Evangelista Fernandes               |         | 1º mandato  |
| 7  | João Leal                                |         | 2º mandato  |
| 8  | Joaquim Antônio Costa                    |         | 1º mandato  |
| 9  | José Antero de Moreira                   |         | 1º mandato  |
| 10 | José Custódio de Oliveira (–??, 10.1980) |         | 3º mandato  |
| 11 | José Ferreira de Aguiar Sobrinho         |         | 3º mandato  |
| 12 | Nabar Franco de Andrade                  |         | 1º mandato  |

## 5ª Legislatura (1963–1966)[1]
|    | Nome                                     | Partido | Observações                                                                                              |
| -- | ---------------------------------------- | ------- | --- |
| 1  | Antônio Faria                            |         | 1º mandato                                                                                               |
| 2  | Antônio José Diniz                       |         | 2º mandato. Suplente. Assumiu a cadeira de Pedro de Souza Muniz que foi licenciado                       |
| 3  | Ermelindo da Rocha Faria                 |         | 1º mandato. Suplente. Assumiu a cadeira de Humberto Pelegrini Gonçalves                                  |
| 4  | Francisco Pena (1964 e 1966)             |         | 2º mandato                                                                                               |
| 5  | Geraldo Pedro Coelho (1963)              |         | 2º mandato                                                                                               |
| 6  | Gonçalo Braz de Mattos                   |         | 1º mandato                                                                                               |
| 7  | Humberto Pelegrini Gonçalves             |         | 1º mandato. Foi substituído em 10.02.1966                                                                |
| 8  | João Leal                                |         | 1º mandato. Teve o mandato cassado em 04.04.1964                                                         |
| 9  | José Alvim Rocha (1965)                  |         | 1º mandato                                                                                               |
| 10 | José Custódio de Oliveira (–??, 10.1980) |         | 2º mandato                                                                                               |
| 11 | José Ferreira de Aguiar Sobrinho         |         | 2º mandato                                                                                               |
| 12 | Otílio Macedo                            |         | 1º mandato. Teve o mandato cassado em 20.01.1965, é substituído em 15.03.1965 por Pedro Pacheco de Souza |
| 13 | Pedro de Souza Muniz                     |         | 1º mandato. Licenciado em 16.05.1966                                                                     |
| 14 | Pedro Pacheco de Souza                   |         | 1º mandato. Suplente. Assumiu a cadeira de Otílio Macedo após sua cassação                               |
| 15 | Perilo Pereira Dutra                     |         | 1º mandato                                                                                               |
| 16 | Rubens Moreira de Oliveira               |         | 1º mandato                                                                                               |

## 4ª Legislatura (1959–1962)[1]
|   | Nome                                     | Partido | Observações |
| - | ---------------------------------------- | ------- | ----------- |
| 1 | Antônio Santos Ferreira                  |         | 1º mandato  |
| 2 | Celso da Silva Vieira                    |         | 1º mandato  |
| 3 | Domingos Diniz Moreira                   |         | 1º mandato  |
| 4 | Francisco Firmo de Mattos Filho          |         | 1º mandato  |
| 5 | Francisco Pena (1959-1962)               |         | 1º mandato  |
| 6 | Geraldo Pedro Coelho                     |         | 1º mandato  |
| 7 | José Custódio de Oliveira (–??, 10.1980) |         | 1º mandato  |
| 8 | José de Castro e Silva                   |         | 1º mandato  |
| 9 | Mauro Machado                            |         | 1º mandato  |

## 3ª Legislatura (1955–1958)
O registro histórico do período legislativo compreendido entre 1 de fevereiro de 1956 e 26 de novembro de 1959 foi prejudicado em função do extravio do livro de Ata com os registros desse período. 
|   | Nome                             | Partido | Observações |
| - | -------------------------------- | ------- | ----------- |
| 1 | Antônio José Diniz               |         | 1º mandato  |
| 2 | Francisco Pena (1955)            |         | 1º mandato  |
| 3 | Gil Diniz Júnior                 |         | 2º mandato  |
| 4 | Jadir Ferreira                   |         | 1º mandato  |
| 5 | João Rodrigues de Vasconcelos    |         | 1º mandato  |
| 6 | José Ferreira de Aguiar Sobrinho |         | 1º mandato  |
| 7 | Luiz Cunha                       |         | 1º mandato  |
| 8 | Milton Machado                   |         | 1º mandato  |

## 2ª Legislatura (1953–1954)
Neste período conhecido como mandato tampão a câmara foi presidida pelo vereador Raimundo de Macedo.
|   | Nome                           | Partido | Observações |
| - | ------------------------------ | ------- | ----------- |
| 1 | Augusto Braz Pereira           |         | 1º mandato  |
| 2 | Ariovaldo Diniz                |         | 1º mandato  |
| 3 | Armando Ribeiro Marques (1954) |         | 1º mandato  |
| 4 | Francisco Firmo de Mattos      |         | 1º mandato  |
| 5 | Jadir Ferreira de Aguiar       |         | 1º mandato  |
| 6 | José Custódio Oliveira         |         | 1º mandato  |
| 7 | Raimundo de Macedo (1953)      |         | 1º mandato  |

## 1ª Legislatura (1949–1952)
No dia 19 de março foram empossados os vereadores do Partido Social Democrático (PSD) e no dia 20 de março de 1949 foram empossados os vereadores da União Democrática Nacional (UDN):
|   | Nome                                     | Partido | Observações |
| - | ---------------------------------------- | ------- | ----------- |
| 1 | Antônio Olinto Ferreira Pires            | UDN     | 1º mandato  |
| 2 | Antônio Pádua Rocha Diniz                | UDN     | 1º mandato  |
| 3 | Ascendino Diniz                          | PSD     | 1º mandato  |
| 4 | Clóvis Costa Camargos (1949-1950 e 1952) | UDN     | 1º mandato  |
| 5 | David de Oliveira Costa                  | UDN     | 1º mandato  |
| 6 | Geraldo Magela Rocha                     | UDN     | 1º mandato  |
| 7 | Gil Diniz Júnior                         | PSD     | 1º mandato  |
| 8 | José Augusto Diniz                       | PSD     | 1º mandato  |
| 9 | Maurício de Mattos Costa (1951)          | UDN     | 1º mandato  |

## Vereadores de 1922–1924
|   | Nome                                 | Partido | Observações                          |
| - | ------------------------------------ | ------- | ------------------------------------ |
| 1 | Augusto Teixeira de Camargos         |         | 4º mandato. Chefe do Poder Executivo |
| 2 | Francisco Luiz Camargos              |         | 1º mandato                           |
| 3 | Geraldinho Wenceslau da Costa        |         | 1º mandato                           |
| 4 | José Luiz                            |         | 1º mandato                           |
| 5 | Pedro Alcântara Diniz Moreira Júnior |         | 4º mandato                           |
| 6 | Romualdo José da Costa               |         | 1º mandato                           |

Em 1924, o Vereador Major Francisco Luiz Camargos renuncia ao cargo. Em 1938, Contagem perde sua condição de município e é anexada a Betim, na condição de distrito.  Em 1948, Contagem volta a emancipar-se e a a Câmara Municipal volta a ser composta à partir de 1949.

## Vereadores de 1918–1921
|   | Nome                                    | Partido | Observações                          |
| - | --------------------------------------- | ------- | ------------------------------------ |
| 1 | Augusto Teixeira de Camargos            |         | 3º mandato. Chefe do Poder Executivo |
| 2 | Antônio Francisco Moreira da Rocha      |         | 1º mandato                           |
| 3 | José Luiz da Cunha                      |         | 1º mandato                           |
| 4 | José Tertuliano da Silveira             |         | 1º mandato                           |
| 5 | Manoel de Mattos Pinho                  |         | 1º mandato                           |
| 6 | Pedro de Alcântara Diniz Moreira Júnior |         | 3º mandato                           |

## Vereadores de 1916–1917
Todos os vereadores eleitos eram do PRM - Partido Republicano Mineiro.
|   | Nome                                    | Partido | Observações                          |
| - | --------------------------------------- | ------- | ------------------------------------ |
| 1 | Augusto Teixeira de Camargos            | PRM     | 2º mandato. Chefe do Poder Executivo |
| 2 | Antônio Augusto Diniz Costa             | PRM     | 2º mandato                           |
| 3 | Francisco Firmo de Mattos               | PRM     | 2º mandato                           |
| 4 | João Cizenando e Costa                  | PRM     | 2º mandato                           |
| 5 | João Batista da Rocha                   | PRM     | 2º mandato                           |
| 6 | Pedro de Alcântara Diniz Moreira Júnior | PRM     | 2º mandato                           |
| 7 | Randolpho José da Rocha                 | PRM     | 2º mandato                           |

## Vereadores de 1912–1915
Todos os vereadores eleitos para essa legislatura eram do Partido Republicano Mineiro (PRM), e compuseram a então chamada "Câmara da Vila de Contagem". O Poder executivo municipal era chefiado pelo Coronel Augusto Teixeira Camargos.
|                      | Nome                                    | Partido | Observações |
| -------------------- | --------------------------------------- | ------- | ----------- |
| Vereadores Especiais |                                         |         |             |
| 1                    | Augusto Teixeira Camargos               | PRM     | 1º mandato  |
| 2                    | João Baptista da Rocha                  | PRM     | 1º mandato  |
| 3                    | João Sizenando                          | PRM     | 1º mandato  |
| 4                    | Randolpho José da Rocha                 | PRM     | 1º mandato  |
| Vereadores Gerais    |                                         |         |             |
| 1                    | Antônio Augusto Diniz Costa             | PRM     | 1º mandato  |
| 2                    | Francisco Firmo de Mattos               | PRM     | 1º mandato  |
| 3                    | Pedro de Alcântara Diniz Moreira Júnior | PRM     | 1º mandato  |

## Legenda
| cor  | significado          |
| Bege | Presidente da Câmara |
| Azul | Suplente             |